# Institute of Contemporary Arts

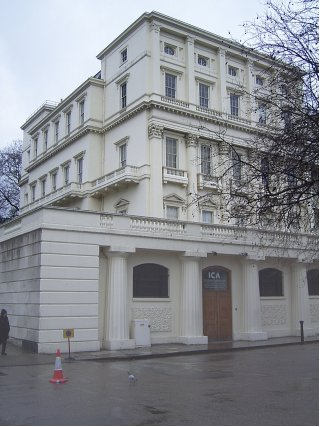
Das ICA in London

Das Institute of Contemporary Arts (ICA) ist ein seit 1947 in London ansässiges bedeutendes Zentrum mit einer Kunsthalle zur Präsentation von Wechselausstellungen. Bei der Programmplanung werden besonders zeitgenössische Werke britischer Künstler berücksichtigt. Seit 2016 ist der Kurator Stefan Kalmár Direktor des ICA.  

## Gründung
Mit dem Ziel, experimenteller Kunst jeglicher Art einen Raum zu bieten, schlossen sich Roland Penrose, E. L. T. Mesens, der Verleger Geoffry Grigson und der Kunstkritiker Herbert Read 1947 zusammen, um das Institute of Contemporary Arts (ICA) in London zu gründen. Von diesen Gründern blieb Penrose 30 Jahre lang die treibende Kraft. Mitte bis Ende der 1950er Jahre war der Kritiker Lawrence Alloway Assistant Director des ICA. Zu den frühen Förderern und Unterstützern zählte auch der Kunstsammler und Mäzen Peter Watson.
Ursprünglich in der Dover Street ansässig, zog das ICA 1968 in das Nash House am Ende der vom Buckingham Palace abgehenden Mall, nahe Admiralty Arch. Es beherbergt Galerien, ein Theater, zwei Kinos, ein Restaurant und eine Bar. 
Das ICA wird im Wesentlichen aus Mitteln des Arts Council England finanziert und ist daher politisch frei und unabhängig. Ein hochtechnisiertes Medienzentrum geht zurück auf eine Schenkung im Jahre 1998 in Höhe von rund 4 Millionen Euro durch die Firma Sun Microsystems. 
Das ICA ist seit 1980 Partner des London International Mime Festival (LIMF) und bietet dem Festival jeden Januar Veranstaltungsplatz.
Das Material des ICA-Archivs bis 1987 befindet sich seit 1995 in der Tate Gallery (Hyman Kreitman Reading Rooms) und wird dort erschlossen.

## Ausstellungen
1948
- 40 Years of Modern Art: A selection from British Collections. Academy Hall, Oxford St., 10. Februar 1948 – 6. März 1948: Diese Ausstellung bot eine umfangreiche Retrospektive des Kubismus. Kurator: Roland Penrose.

1949
- 40,000 Years of Modern Art: A comparison of primitive and modern. Academy Hall, Oxford St., 20. Dezember 1948 – 29, Januar 1949: Diese Ausstellung zeigt vor allem Afrikanische Kunst. Kurator: Roland Penrose.

Seit seiner Gründung 1947 hat es zahlreiche Ausstellungen von oftmals provokanten, jungen Künstlern organisiert, unter anderem 1976 die berühmte Aktion „Prostitution“ von Coum Transmissions.